# Parafia św. Hermana z Alaski w King Cove
Parafia św. Hermana z Alaski – parafia prawosławna w King Cove. Jedna z 14 parafii dekanatu Unalaska diecezji Alaski Kościoła Prawosławnego w Ameryce.